# Platja de l'Astillero (Vilassar de Mar)
La platja de l'Astillero, o platja de Vilassar, és una platja urbana de la costa del Maresme, del municipi de Vilassar de Mar (Maresme). Es localitza en el mateix nucli urbà de Vilassar de Mar. Limita al nord amb l'espigó de Llevant, que la separa de la platja de l'Almadrava, i al sud amb l'espigó de Garbí, que la separa de la platja de Ponent. Orientada al sud-sud-est, té una longitud d'uns 1.000 metres i una amplada mitjana de 20 metres, formada per sorra gruixuda i daurada amb un talús a l'entrada del mar a uns dos o tres metres del punt on trenquen les ones. El nivell d'ocupació de la platja a l'estiu és mig.
Disposa de guinguetes, lavabos, font d'aigua potable i passarel·les per a persones amb mobilitat reduïda. També ofereix zones per practicar esports de platja i d'un parc infantil. Hi ha vigilància policial i punt de la Creu Roja amb ambulància.
Prop de l'espigó de Llevant hi ha les instal·lacions del Club Nàutic Vilassar de Mar, dedicat principalment a la vela lleugera i la pesca esportiva.
L'Agència Catalana de l'Aigua efectua un control quinzenal de la qualitat de l'aigua, durant la temporada de bany, amb el resultat d'excel·lent.